# 염복 (원나라)
염복(閻復, 1236년－1312년)은 원대(元代)의 유학자이자 관리이다. 자는 자정(子靖)이다.
원대 평양(平陽) 화주(和州)에서 태어났으며 후에 고당주(高唐州)로 옮겨왔다. 금 말기에 금 왕조에서 출사했던 학자 원호문(元好問)에게서 학문을 배우고，약관의 나이에 동평부(東平府)의 지방 관립 학교인 동평학(東平学)에 들어가 당대에 이름난 유학자 강화(康曄)에게서 배웠다. 이때 같은 동평부학원(東平府学员) 서담(徐琰)、 이렴(李谦)、 맹기(孟祺)와 함께 동평사걸(東平四杰)이라 불렸다.
염복은 원의 세조(쿠빌라이 칸), 성종(테무르 올제이투 칸), 무종(쿨룩 칸) 세 조정에 출사하였고, 한림응봉(翰林應奉)，한림수찬(翰林修撰), 한림직학사(翰林直学士), 한림학사승지(翰林学士承旨) 등의 직책을 역임하였다. 고려의 충선왕(忠宣王)이 충숙왕에게 전위하고 원으로 가서 연경(燕京)에 세운 도서관 만권당(萬卷堂)에 드나들며 충선왕과도 교유하였다고 알려져 있다.
문집으로 《정헌집》(静轩集) 50권을 지었다.